# 莫頓鎮區 (內布拉斯加州諾克斯縣)
莫頓鎮區（英語：Morton Township）是位於美國內布拉斯加州諾克斯縣的一個行政鎮區。

## 地方資料
莫頓鎮區的面積為90.91平方千米，皆為陸地。根據2020年美國人口普查的數據，當地共有人口164人，而人口密度為每平方千米1.8人。